# تاریخ انگلستان برای کودکان
«تاریخ انگلستان برای کودکان» (انگلیسی: A Child's History of England) کتابی تاریخی برای کودکان اثر نویسندهٔ انگلیسی چارلز دیکنز است. این کتاب در سه جلد چاپ شده:
- جلد اول: انگلستان از زمان باستان تا مرگ پادشاه جان
- جلد دوم: انگلستان از زمان هنری سوم تا ریچارد سوم
- جلد سوم: انگلستان از زمان هنری هفتم تا انقلاب ۱۶۸۸